# Bibinoi
Bibinoi (en indonesi: Bukit Bibinoi) és un petit grup volcànic format per tres estratovolcans d'andesita. Estan situats al llarg d'una línia nord-oest-sud-est a l'extrem sud-est de l'illa de Bacan, a l'oest de l'extrem sud de Halmahera, Indonèsia. El seu cim s'eleva fins als 910 msnm. Es desconeix quan va tenir lloc la seva última erupció.